# 尼僧白書
『尼僧白書』（にそうはくしょ、伊: La monaca del peccato, 英: Convent of Sinners）は、1986年に製作されたイタリアのナンスプロイテーション映画。

## ストーリー
スザンナは父を欲情させたという理由で彼女の肉体に悪魔が取りついているとみなされ、修道院に入れられた。そこで彼女は修道院長に気に入れられた一方、彼女に嫉妬の炎を燃やしたシスター・テレサからは陰湿ないじめを受けた。
そんな中、修道僧のモレルがスザンナの許にあらわれた。

## キャスト
- スザンナ：エヴァ・グリマルディ
- シスター・ウルスラ：ジルダ・ジェルマーノ
- シスター・テレサ：カリン・ウェル
- ガブリエル・ゴリ
- マリア・ピア・パリシ
- モレル：マーティン・フィリップ
- ガブリエル・ティンティ